# Eurydactylodes
Eurydactylodes ist eine Gattung aus der Familie der Doppelfingergeckos (Diplodactylidae). Alle Arten dieser Gattung sind auf der Insel Neukaledonien endemisch.
Die Tiere der Gattung Eurydactylodes sind nachtaktiv. Eine Besonderheit dieser Gattung ist ein klebriges, übelriechendes Sekret, das durch paarige Drüsen am Schwanz abgesondert wird. Der Schwanz dient diesen Geckos als Greiforgan und Hilfe für ihre baumbewohnende (arboricole) Lebensweise.

## Arten
Die Gattung Eurydactylodes umfasst derzeit vier Arten.
- Eurydactylodes agricolae Henkel & Böhme, 2001
- Eurydactylodes occidentalis Bauer, Jackmann, Sadlier & Whitaker, 2009
- Eurydactylodes symmetricus (Andersson, 1908)
- Eurydactylodes vieillardi (Bavay, 1869)